# Guéhébert
Guéhébert est une ancienne commune française, située dans le département de la Manche en région Normandie, peuplée de 137 habitants, commune déléguée au sein de Quettreville-sur-Sienne depuis le 1er janvier 2019.

## Géographie
Guéhébert est une petite commune située au cœur du bocage normand.
| Saint-Denis-le-Vêtu | Saint-Denis-le-Vêtu | Roncey            |
| Trelly              | Guéhébert           | Roncey, Grimesnil |
| Le Mesnil-Aubert    | Lengronne           | Grimesnil         |

## Toponymie
Le nom de la localité est attesté sous les formes Vehebert en 1175 (cartulaire de Saint-Lô) ; Vadum Herberti ou Vadum Heberti vers 1180, Weherbert au XIIIe siècle ; Guiherbert en 1394.
Il s'agit d'un toponyme médiéval initialement formé de l'ancien normano-picard wei « gué » et du nom de personne Hebert, variante normande de Herbert, d'où le sens global de « gué de He(r)bert ».
Le gentilé est Guéhébertais.

## Histoire

### Moyen Âge
Au XIIe siècle, Richard de Guéhébert donne le prieuré de la Rouelle (Roelle) et l'église Saint-Sulpice à l'abbaye Sainte-Croix-de-Saint-Lô. La baronnie de Say à Quetréville s'étendait sur Guéhébert.
Un Guillaume IV de Guéhébert fut abbé de Lessay (1423-1440). La famille de Thieuville fournira également deux abbesses et deux évêques, Guillaume de Thieuville de 1315 à 1345 à Coutances et Raoul de Thieuville de 1269 à 1292 à Avranches. Au XIVe siècle, Guéhébert a pour seigneur Henri de Thieuville († 1398), 3e époux d'Isabelle de Meulan.

### Temps modernes
Aux XVIIe et XVIIIe siècles, la seigneurie appartenait à la famille Cauvet.

### Révolution française et Empire
Sous la Révolution, Louis Legravereng, ecclésiastique né à Guéhébert, refusera de prêter serment et s'exilera en Angleterre. Rentré en France, il sera nommé en 1803 curé de Saint-Denis-le-Vêtu.

### Époque contemporaine
Le 1er janvier 2019, la commune fusionne avec Quettreville-sur-Sienne (déjà issu d'une fusion en 2016 avec Hyenville), Contrières, Trelly et Hérenguerville, et devient alors une commune déléguée.

## Politique et administration
| Période                                  | Période       | Identité      | Étiquette | Qualité     |
| ---------------------------------------- | ------------- | ------------- | --------- | ----------- |
| 1971                                     | 1989          | Léon Capelle  |           |             |
| 1989                                     | mars 2001     | Roger Boudier |           | Agriculteur |
| mars 2001                                | mars 2008     | Roger Savary  |           |             |
| mars 2008                                | décembre 2018 | Régis Boudier |           | Agriculteur |
| Les données manquantes sont à compléter. |               |               |           |             |

Le conseil municipal était composé de onze membres dont le maire et deux adjoints.
| Période                                  | Période  | Identité      | Étiquette | Qualité     |
| ---------------------------------------- | -------- | ------------- | --------- | ----------- |
| janvier 2019                             | En cours | Régis Boudier | SE        | Agriculteur |
| Les données manquantes sont à compléter. |          |               |           |             |

## Population et société

### Démographie
En 2021, la commune comptait 137 habitants. Depuis 2004, les enquêtes de recensement dans les communes de moins de 10 000 habitants ont lieu tous les cinq ans (en 2005, 2010, 2015, etc. pour Guéhébert) et les chiffres de population municipale légale des autres années sont des estimations. 
Guéhébert a compté jusqu'à 560 habitants en 1821. Guéhébert est la commune la moins peuplée du canton de Cerisy-la-Salle.
| 1793 | 1800 | 1806 | 1821 | 1831 | 1836 | 1841 | 1846 | 1851 |
| ---- | ---- | ---- | ---- | ---- | ---- | ---- | ---- | ---- |
| 520  | 509  | 536  | 560  | 524  | 530  | 515  | 514  | 502  |

| 1856 | 1861 | 1866 | 1872 | 1876 | 1881 | 1886 | 1891 | 1896 |
| ---- | ---- | ---- | ---- | ---- | ---- | ---- | ---- | ---- |
| 495  | 459  | 414  | 370  | 378  | 335  | 325  | 292  | 306  |

| 1901 | 1906 | 1911 | 1921 | 1926 | 1931 | 1936 | 1946 | 1954 |
| ---- | ---- | ---- | ---- | ---- | ---- | ---- | ---- | ---- |
| 277  | 285  | 276  | 244  | 252  | 231  | 212  | 229  | 240  |

| 1962 | 1968 | 1975 | 1982 | 1990 | 1999 | 2005 | 2010 | 2015 |
| ---- | ---- | ---- | ---- | ---- | ---- | ---- | ---- | ---- |
| 210  | 181  | 152  | 139  | 146  | 135  | 138  | 115  | 121  |

| 2018 | - | - | - | - | - | - | - | - |
| ---- | - | - | - | - | - | - | - | - |
| 130  | - | - | - | - | - | - | - | - |

### Manifestations culturelles et festivités
- Marché de Noël et village miniature illuminé à la fin décembre.

## Culture locale et patrimoine

### Lieux et monuments

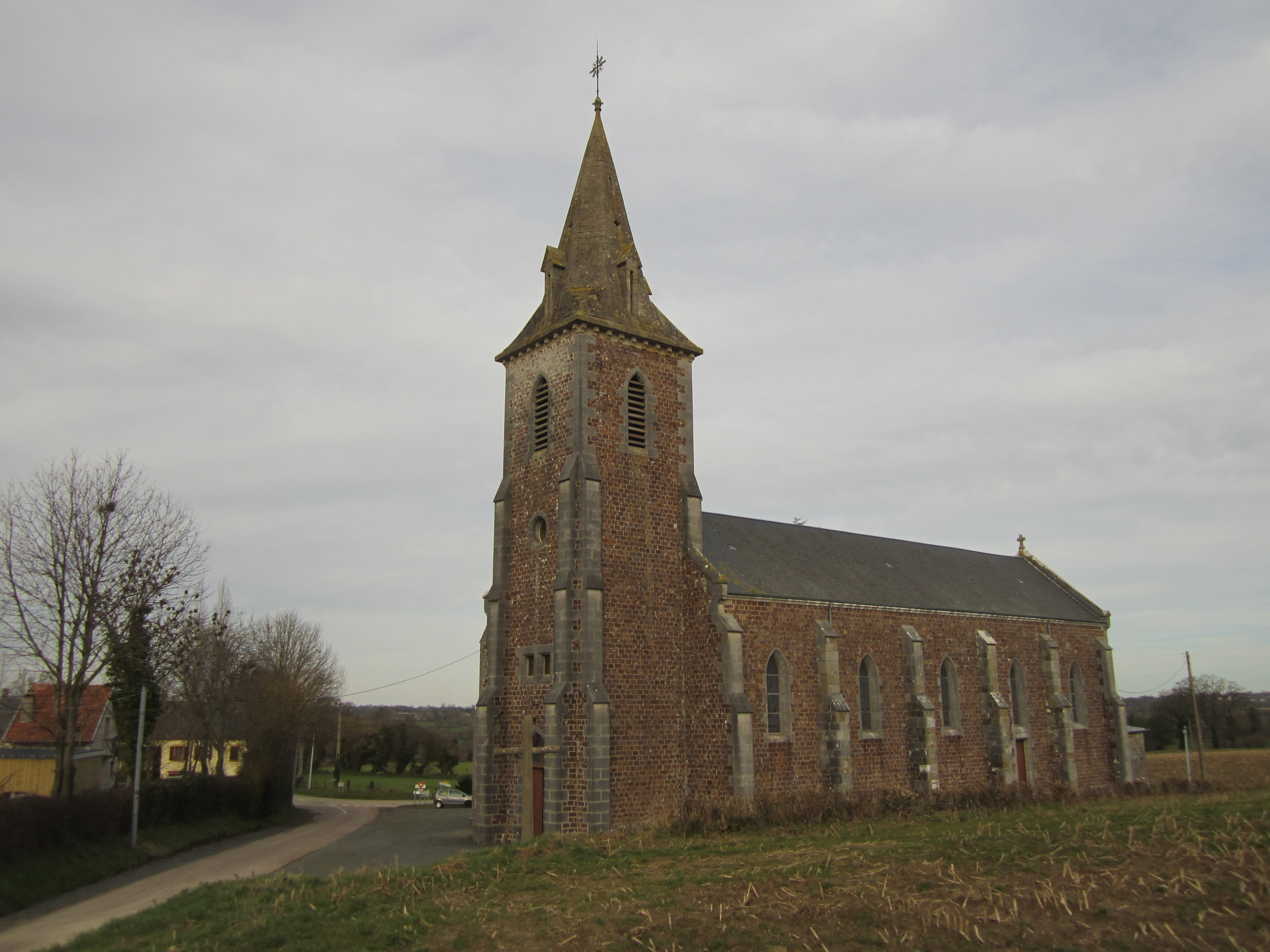
L'église Saint-Sulpice.

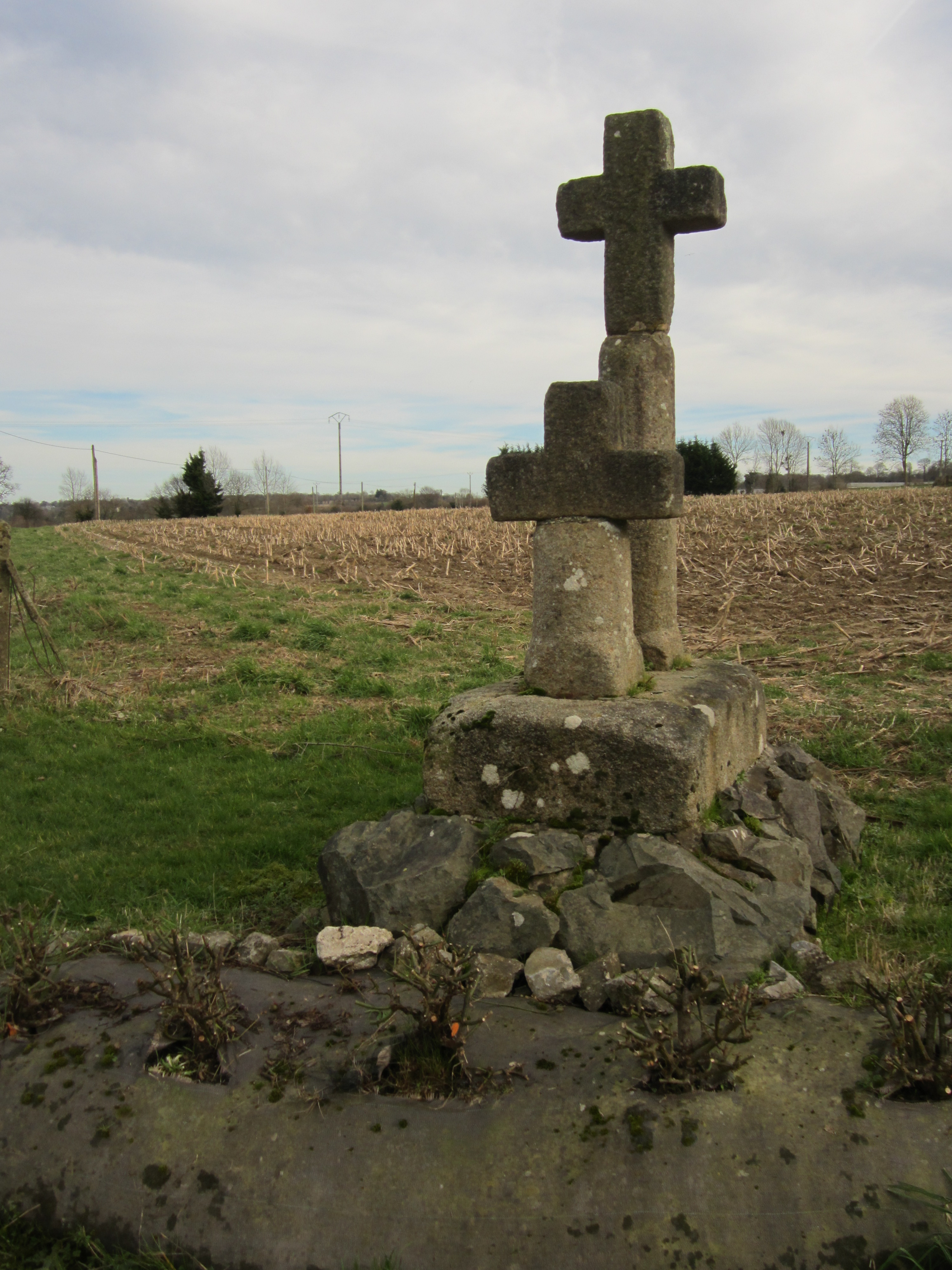
Les Croix Pireaux.

- Église Saint-Sulpice du XIXe siècle qui relevait de l'abbaye Sainte-Croix-de-Saint-Lô. Elle abrite une Vierge à l'Enfant du XIVe classée au titre objet aux monuments historiques[13], les statues de saint Sulpice du XVIIe, saint Gilles du XVIIe, un tableau Adoration du Sacré-Cœur du XVIIIe.
- Croix de cimetière (1632), et près de l'église, doubles croix de chemin dites Croix Pireaux du XVIIe siècle.
- Rives de la Vanne et du Cagnard.
- Manoir des XVIe – XVIIe siècles : ruines, centre de la seigneurie de Guéhébert aux mains de la famille de Thieuville jusqu'au XVe siècle. La seigneurie de Guéhébert a été la possession de la famille Davy qui étaient également seigneurs du Perron et de Virville à Saint-Aubin-du-Perron, de Boisroger, de Quettreville, d'Amfreville, de Muneville, de Feugères, de Montcuit, de Mary et de Saint-Malo-de-la-Lande[14].
- Ancien prieuré de la Rouelle qui fut en activité jusqu'au début du XIXe siècle. Il relevait de l'abbaye Sainte-Croix-de-Saint-Lô.
- Fontaine Saint-Aignan à la Guillarderie.